# 百慕大的布罗布
百慕大的布罗布（英语：Bermuda Blob）是指1988年、1995年和1997年在百慕大发现的神秘海洋生物尸体。

## 1988
1988年，渔夫特迪·塔克（Teddy Tucker）在百慕大红树湾发现一具白的纤维状神秘生物遗体，这是有记载的第一具百慕大地区的布罗布。1995年，一支研究团队的测试报告表明这可能是鲨鱼的遗体。

## 1995
1995年，百慕大海滩再度发现一具神秘海洋生物尸体，它被命名为“Bermuda Blob2”。在2004年的分析结论中，“Blob 2”被证实是鲸鱼的脂肪组织。

## 1997
1997年1月，百慕大海滩发现第三具神秘海洋生物尸体。在2004年，“Bermuda Blob 3” 同样被证实是鲸鱼的脂肪组织。